# توکای-زاکورا
توکای-زاکورا (به ژاپنی: 東海桜 トウカイザクラ Toukai-zakura) نام علمی
(Cerasus 'Takenakae' Ohwi) نام یک نوع درخت ساکورای باغی است. گل آن نسبتاً کوچک است و از هنگامی که سن درخت بسیار کم است گل‌دهی بسیاری دارد که از ویژگی‌های درخت آن بشمار می‌آید.
- تعداد گلبرگ: ۵ عدد
- رنگ: صورتی کمرنگ
- قطر گل: ۱٫۸ تا ۲٫۶ سانتیمتر
- زمان گل‌دهی:اواسط ماه مارس
- محل نمونه:پارک شینجوکو گیوئن در توکیو[۲]